# أليكسيت
اليكسايت (بالإنجليزية: Aleksite) هو معدن نادر يتكون من رصاص وبزموت وتيلوريوم وملح الكبريتيد بهذه الصيغة PbBi2Te2S2.